# Клайн-Филен
Клайн-Филен (нем. Klein Vielen) — община в Германии, в земле Мекленбург-Передняя Померания.
Входит в состав района Мекленбург-Штрелиц. Подчиняется управлению Нойстрелиц-Ланд.  Население составляет 718 человек (на 31 декабря 2010 года). Занимает площадь 45,38 км².